# Henrik Hammarberg
Henrik Hammarberg, född 1686 på släktgården Viredaholm, Vireda socken, Småland, död där 25 januari 1768, var en svensk ämbetsman och politiker.

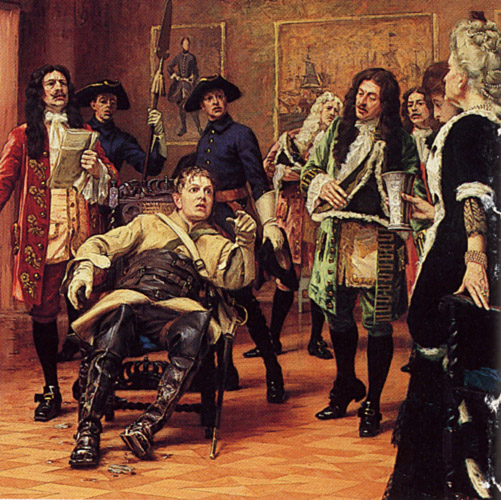
Tavlan Stenbocks kurir från 1911.

## Biografi
Henrik Hammarberg var sonson till Samuel Hammarinus och son till överjägmästaren Gustaf Hammarberg, som adlades 1683. Hammarberg studerade juridik och disputerade 1705 vid Greifswalds universitet på avhandlingen De collisione testium. Efter att ha vistats i Paris uppsökte han 1707 Karl XII i Sachsen men blev senare samma år auskultant i Göta hovrätt. Han var även från februari 1708 sekreterare i den undersökningskommission som i februari 1708 tillsattes i Skåne med Magnus Stenbock som ordförande. Vid danskarnas landstigning i Skåne 1709 blev han Stenbocks adjutant och sändes han 2 november till defensionskommissionen för att meddela detta. Själv ovetande om det utsåg Stenbock Hammarberg till regementskvartermästare vid Norra skånska kavalleriet och fick 12 februari 1710 fullmakt som ryttmästare där.
Efter segern i slaget vid Helsingborg (28 februari 1710) sändes Hammarberg, som i striden tjänstgjort som Stenbocks adjutant, av denne till Stockholm med skriftlig och muntlig rapport om slagets förlopp. Det är denna hans färd Carl Snoilsky behandlat i Stenbocks kurir. Resan som den beskrivs där är dock mycket fritt diktad, Hammarberg red inte utan åkte skjuts.
Sedan danskarna lämnat Skåne övertog han arrendet av Bosjökloster som hans far tidigare innehaft. Efter Karl XII:s död återgick Hammarberg till den civila ämbetsmannabanan. Han blev 1719 häradshövding i Luggude, Onsjö och Rönnebergs häraders domsaga med lagmans titel, 1737 lagman i Upplands och Stockholms läns lagsaga och 1739 vice president i Göta hovrätt samt var 1751–1753 president i Svea hovrätt. Hammarberg gjorde sig på riddarhuset känd som god talare inom Mösspartiet och tog vid 1738–39 års riksdag energisk andel i försöken att försvara Arvid Horn och hans vänner i rådet mot de krigslystne hattarnas anfall, liksom han även vid riksdagen 1740–41 uppträdde mot ryska kriget. 
År 1741 utgav han herdekomedin Den beständiga herdinnan, som på grund av sin amatörmässighet troligen är ett ungdomsverk. Han författade även 1719 en hyllningsdikt till Karl XII, Hieltars hårda öde under pseudonymen En dess uti lifstiden Havde Höfvitsman. Efter hustruns död 1728 kom hans dikter att få en mer religiös prägel.
1753 drog sig Hammarberg tillbaka från det offentliga livet och bosatte sig på sitt gods Viredaholm där han avled.